# Кульбакино (аэродром)
Кульба́кино (укр. Кульбакине), ранее Водопо́й — крупный военный аэродром на юго-восточной окраине города Николаева, Украина. В настоящее время дислоцируется 299-я бригада тактической авиации и Николаевский авиаремонтный завод.
Современное название аэродром получил по названию одноимённого городского микрорайона Николаева.

## Описание
Основная ВПП 05/23 3250×60 м, грузонапряжённость не ограничена, резервная грунтовая ВПП параллельно основной.
- КТА N46°56,2 E032°06,0
- Магнитное склонение (расчётное) +6.8°
- МПУ 048°/228°
- ИПУ 054°/234°
- Порог 1 N46.92795° E032.08142°
- Порог 2 N46.94508° E032.11605°
- Высота круга — 650 (600)
- Позывной — «Блондинка»
- Частоты: старт — 124,0, подход — 128,5, пеленг — 130,0
- Радиотехническое оборудование — ПРМГ-76у, РСП, ОСП.
- Светотехническое оборудование — СП-2П

## История

### В составе СССР

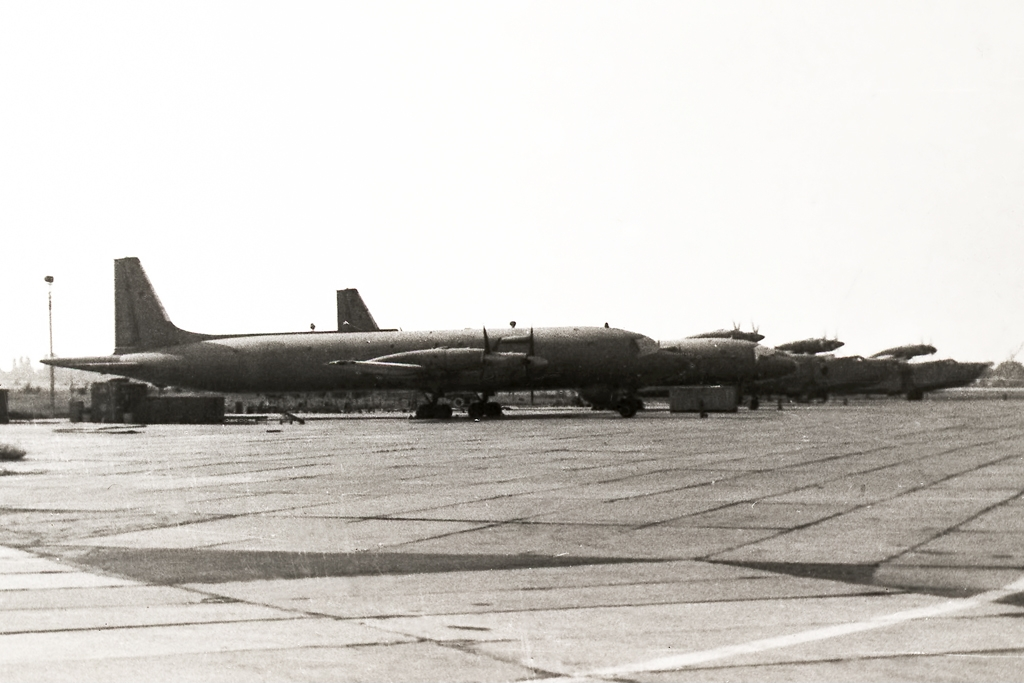
Аэродром в 1991 году

Аэродром начал использоваться в 1935 году, как учебный аэродром Николаевской Школы морских лётчиков Главсевморпути. Здесь также размещались авиаремонтные мастерские ГУ СМП, в 1939 году переданные лётной школе.
На аэродроме размещались учебные эскадрильи (затем переформированные в 1-й, 2-й, 5-й учебные минно-торпедные авиационные полки) Николаевского ВМАУ. 1-й УМТАП переформирован в 1580-й УАП, 2-й УМТАП переформирован в 1581-й УАП, и в 1952 году оба полка переданы в 93-е ВМАУ.
В 1940 году на аэр. Водопой сформирована 78-я отдельная бомбардировочная эскадрилья на самолётах СБ (10 машин). Эскадрилья принимала участие на начальном этапе войны и была расформирована в начале 1942 года.
5-й УМТАП в декабре 1950 года стал 1684-м УМТАП, в 1955 году он переименован в 951-й УМТАП, в 1959 году он стал 540-м МТАП, с подчинением только что сформированному 33-му учебному центру авиации ВМФ.
В 1967 году 33-й учебный центр авиации ВМФ переименован в 33-й центр боевого применения и переучивания лётного состава авиации ВМФ им. Е. Н. Преображенского.
По состоянию на 1992 год на аэродроме Николаев (Кульбакино) дислоцировались: 33-й центр боевой подготовки и переучивания летного состава авиации ВМФ СССР, 540-й инструкторско-исследовательский морской ракетоносный авиационный полк (18 Ту-22М2, и 21 Ту-16), 316-я отдельная противолодочная авиационная эскадрилья (3 Бе-12, 4 Ту-142МЗ, 2 Ил-38), 278-я отдельная транспортная авиационная эскадрилья (Ту-134, Ту-154, Ил-62, Ан-24, Ан-26). В этом же году, в результате распада СССР, 33-й ЦБП и ПЛС перешёл под юрисдикцию Украины

### В составе Украины

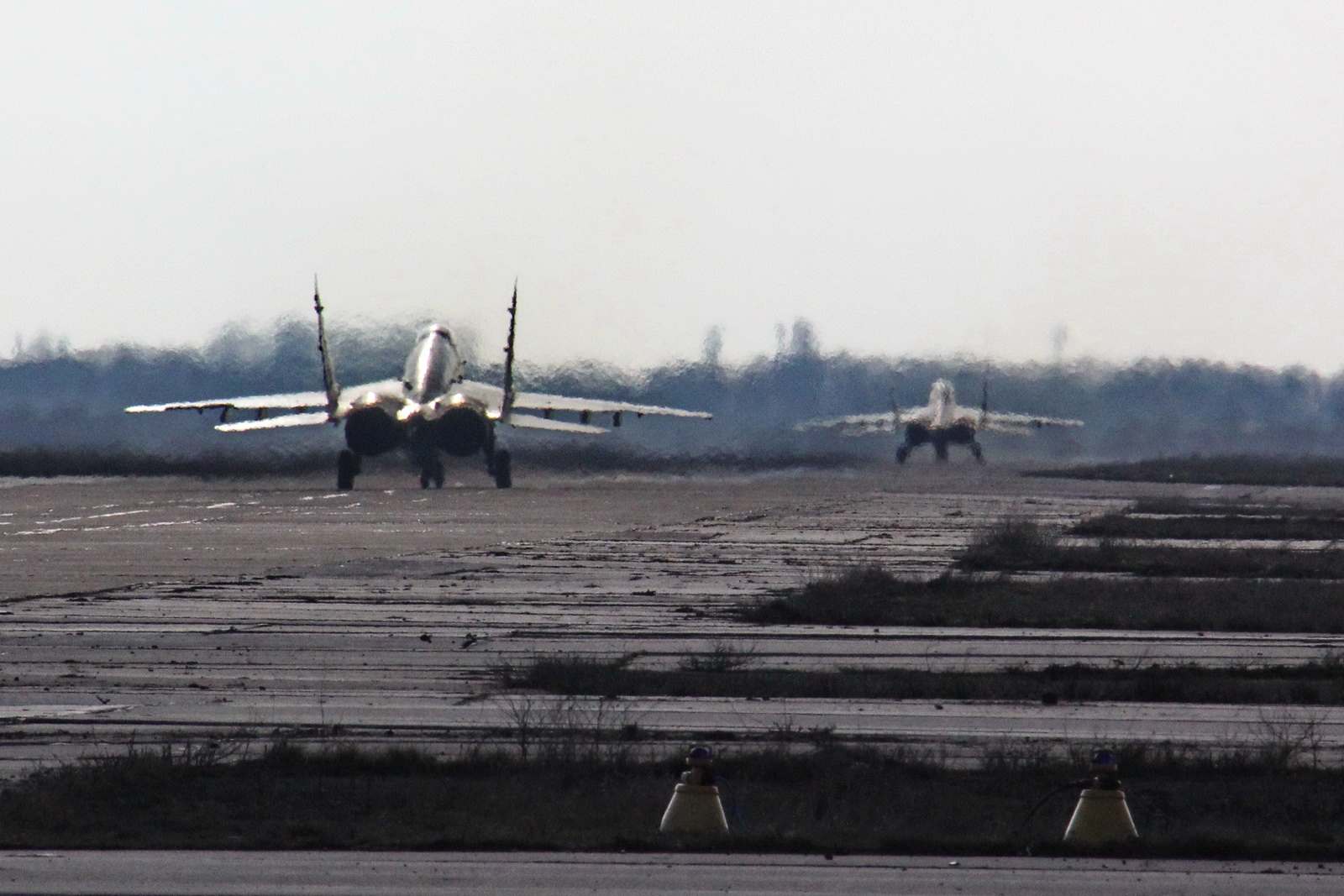
Учебно-тренировочные полёты МиГ-29 в 2018 году

После перехода под юрисдикцию Украины из 540-го полка были изъяты все Ту-22М2 и Ту-22М3. Первый тип машин был порезан на аэр. Кульбакино, более новые были переданы в Полтаву, где также были утилизированы в период 2002—2006 гг. В 1997 году 540-й МРАП был переформирован в 540-й БАП и получил на вооружение Су-24 из 29-го УАП (Бердянск). В 2000 году в составе полка была сформирована учебно-тренировочная эскадрилья на Л-39, но уже в ходе сокращений ВС Украины в 2002—2003 гг полк был расформирован. Эскадрилья Л-39 стала отдельной частью и существовала до 2007 года, затем была расформирована.
1 сентября 2003 года создана 299-я бригада тактической авиации, в мае 2005 года бригада передислоцируется на аэродром Кульбакино. На вооружении бригады имеются самолёты Су-25 и Л-39.
С 10 апреля 2014 по 2018 год на аэродроме Кульбакино базировалась 204-я бригада тактической авиации, на вооружении которой самолёты МиГ-29 и Л-39М.
Взлетно-посадочная полоса Кульбакино и склады топлива и боеприпасов были подвергнуты бомбардировке российскими самолетами примерно в 05:00 24 февраля 2022 года в рамках первых российских ударов по украинским военным базам в первые часы вторжения России на Украину. Бомбардировка вызвала сильный пожар.
4 марта 2022 года российские войска проникли на территорию аэродрома в микрорайоне Кульбакино. Сюда же со стороны Баловного пыталась зайти еще одна колонна российских военных. Но, для них эта попытка оказалась неудачной.